# Arnor
Arnor neboli Království Dúnadanů ve vyhnanství, též Severní království byla říše Dúnadanů ve Středozemi ve fiktivním světě J. R. R. Tolkiena. Království Arnor bylo založeno Elendilem Vysokým v Eriadoru po pádu ostrova Númenoru. Arnor je sesterským královstvím Gondoru, které založili Elendilovi synové Isildur a Anárion. Hlavním městem Severní říše a sídlem krále Elendila bylo město Annúminas nacházející se nedaleko jezera Nenuial. Po porážce Saurona došlo k úpadku říše způsobeném především občanskou válkou, která vzplála po smrti krále Eändura v roce 861 třetího věku. Definitivní zánik přinesl rozdrobeným dúnadanským královstvím Velký mor a války s čarodějnou říší Angmar. Po více než 1000 letech obnovil království Arnor až Isildurův dědic Aragorn, který přijal jméno Elessar.
Název Arnor je sindarský a je odvozen ze slov ara čili vysoký, královský a (n)dor tedy země. V době svého největšího rozkvětu Arnor zahrnoval téměř celou oblast Eriadoru mezi řekami Bruinen, Gwathló a Lhûn. Uprostřed říše se nacházela také oblast na koneci třetího věku známá jako Kraj. Obyvatelstvo se skládalo z Dúnadanů na západě a ze smíšených nebo původních lidských národů. Po roce 1050 se v Eriadoru usazovali také hobiti.
Historie Severního království je Tolkienem nejpodrobněji popsána v dodatcích Pána prstenů. Dílčí informace se dají dohledat také v Silmarillionu nebo Nedokončených příbězích.

## Geografie

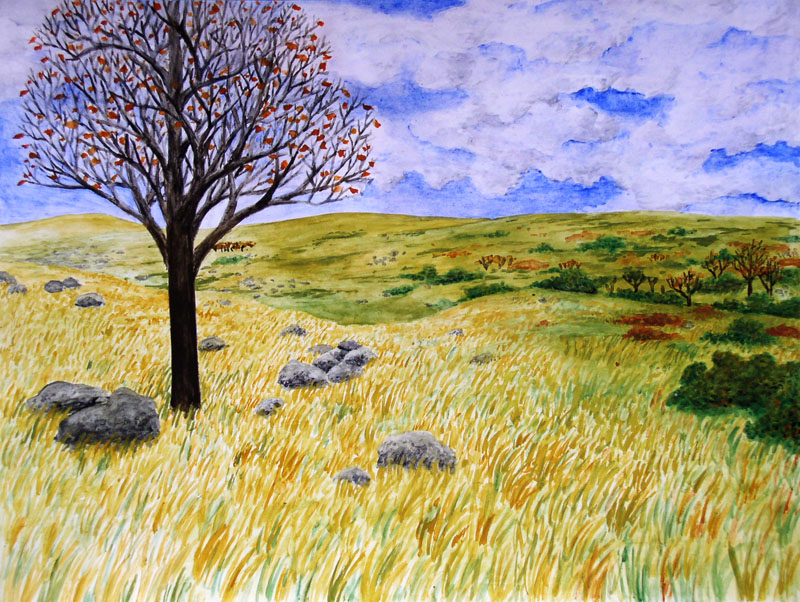
Kraj Minhiriath nacházející se v jihovýchodní části Severního království

Za dob své největší slávy se arnorské království rozkládalo na většině Eriadoru mezi Modrými a Mlžnými horami. Severní a západní část Arnoru byla hornatá. Nacházely se zde Věžové kopce a Severní, Větrovské, Daleké, Jižní, Mohylové a Soumračné vrchy. Přibližně uprostřed Severního království se nacházela úrodná a mírná oblast v pozdější fázi třetího věku známá jako Kraj. Největší řekou protékající Arnorem byla Baranduina známá jako Brandyvína. Ta pramenila v Soumračném jezeře Nenuial obklopeném Soumračnými vrchy a tekla jižním a později jihovýchodním směrem, načež se vlévala do oceánu Belegaeru. Mezi Baranduinou a hraniční řekou Šeravou ležel rovinatý kraj Minhiriath.

### Hranice
Arnor ohraničovaly v dobách jeho největší slávy z jihovýchodu řeky Šerava - Gwathló a Bouřná - Bruinen, které jej oddělovaly od východněji položených elfských panství v Imladris a Eregionu. Západní hranici mezi Arnorem a elfskou přístavní zemí Lindon tvořila řeka Luna - Lhûn a jižní část pohoří Ered Luin.
Po rozdělení Arnoru na tři samostatná království se dědic Arnoru - Arthedainské království rozkládalo mezi Lhûnou a Baranduinou, avšak zahrnovalo také oblast na sever od Velké východní cesty táhnoucí se až po Severní a Větrovské vrchy. Království Cardolan leželo směrem na jih od Velké východní cesty mezi řekami Baranduinou a Gwathló. Severovýchodně položená říše Rhudaur se nacházela mezi výběžkem Mlžných hor zvaným Obroviště, Větrovskými vrchy a řekou Bruinen.

### Města a pevnosti

#### Annúminas
Annúminas čili Věž západu bylo hlavní město Severního království založené v roce 3320 druhého věku Elendilem, který zde sídlil jako Velekrál Dúnadanů až do vypuknutí války posledního spojenectví. Město se nacházelo na březích jezera Nenuial, které bylo obklopené Soumračnými vrchy. V Annúminasu byl přechováván jeden ze tří palantírů umístěných v Arnoru. Nacházel se zde také symbol Severního království - žezlo krále Arnoru, známé jako Annúminaské žezlo, které na Aragornovu korunovaci na konci třetího věku přivezl ze severu pán Roklinky Elrond.
Po válce posledního spojenectví a katastrofě na Kosatcových polích se velmi ztenčila populace celé říše, což se citelně projevilo právě na hlavním městě, které bylo záhy opuštěno a do skončení třetího věku z něj zbyly jen ruiny. Po porážce Saurona nechal město znovu obnovit král Elessar, který zde usednul na trůn Obnoveného království.

#### Amon Sûl
Amon Sûl, tedy Větrný kopec byl prastarou pevností vybudovanou Dúnadany na jižním okraji Větrovských vrchů brzy po založení Arnoru. Věž Amon Sûl vystavěná na holém a okrouhlém stejnojmenném kopci měla za úkol bránit centrální oblast Severního království z východu. Byl zde umístěn nejmocnější ze tří arnorských palantírů, jehož prostřednictvím se Severní království dorozumívalo s Gondorem.
Pevnost bylo zničena v roce 1409 T. v., kdy čarodějný král Angmaru napadnul rozdělená dúnadanská království v Arnoru. Zdejší palantír byl následně přemístěn do hlavního města Arthedainu Fornostu.
Na přelomu třetího a čtvrtého věku zbyla z věže Amon Sûl již pouze ruina připomínající korunu na hlavě starého kopce. Kopec byl tehdy znám jako Větrov. Při své cestě do Roklinky se zde utábořili hobiti vedení hraničářem Aragornem. Byli zde přepadeni černými jezdci. Jejich vůdci se zde otráveným mečem podařilo těžce poranit nositele prstenu Froda Pytlíka.

#### Fornost

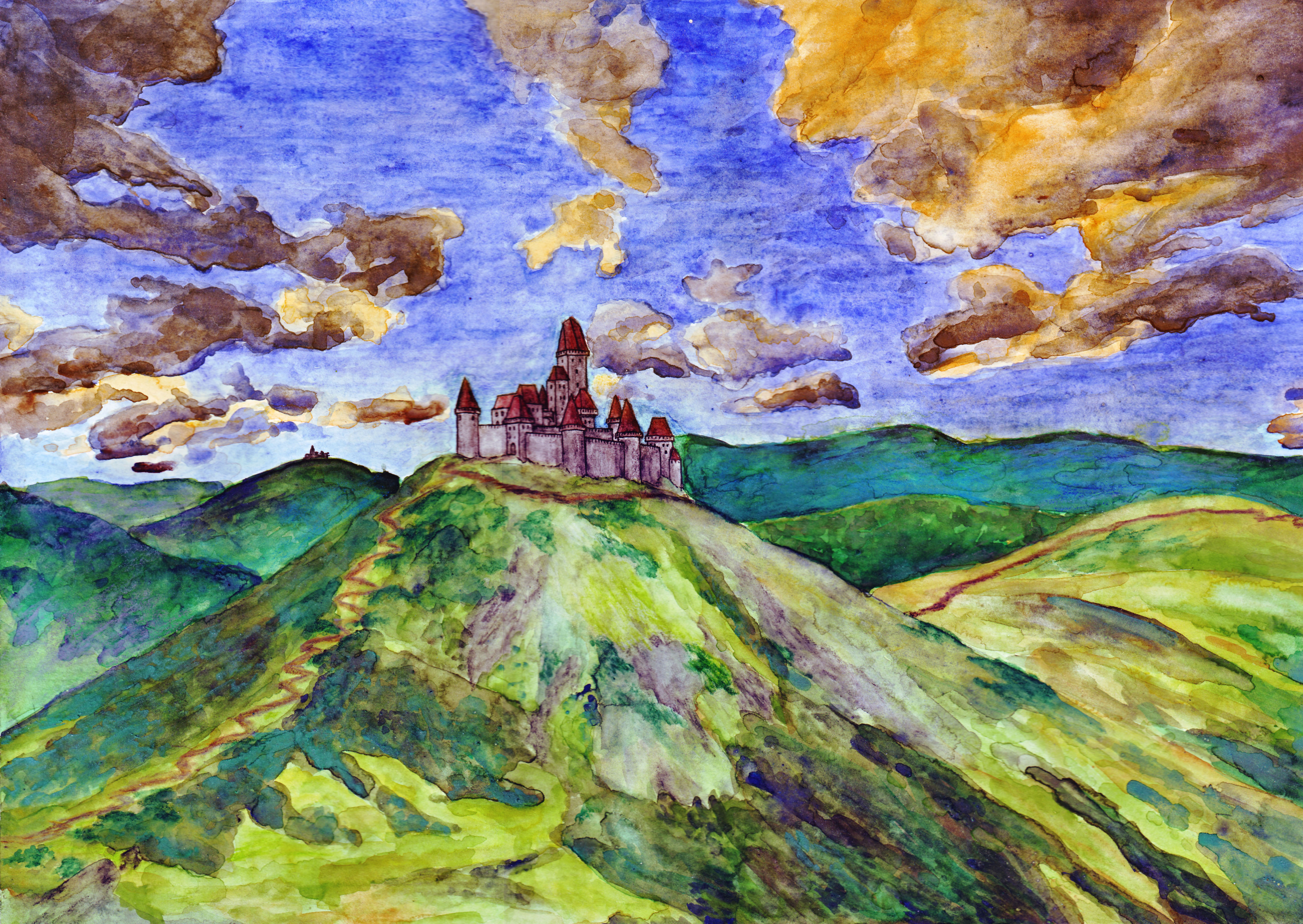
Severní vrchy na ilustraci Matěje Čadila

Fornost Severní pevnost bylo opevněné arnorské sídlo nacházející se jižním cípu Severních vrchů. Po opuštění hlavního města Annúminasu se Fornost stal hlavním městem Severního království. Po vypuknutí občanské války se Fornost stal hlavním městem Arthedainu.
Zkáza Fornostu a vůbec celého Arthedainu přišla v roce 1974 T. v., kdy Černokněžný král v zimě napadl království, dobyl a vyplenil Fornost a zahnal přeživší za řeku Lhûn. Poslední král Arvedui uprchnul s částí své stráže na mrazivý sever, odkud se však již živý nevrátil.

#### Tharbad
Tharbad byl významným říčním přístavem vystavěným na řece Gwathló v místě, kde její proud křižovala Severojižní silnice spojující Severní a Jižní království. Starobylý Tharbad byl založen Númenorejci hluboko ve druhém věku v místech bažin, které kolem toku Gwathló vznikaly za soutokem Mšené a Labutí řeky.
Po zániku přístavu Vinyalondë zesílil význam vnitrozemského Tharbadu. Zdejší přístav byl rozšířen natolik, že byl schopen přijímat velké námořní lodě, které sem připlouvaly proti proudu řeky Šeravy. Přes proud Gwathló byl vystavěn velký most, který střežila pevnost vybudovaná na náspech umístěných na obou stranách řeky.
Ve válce elfů se Sauronem na konci 17. století druhého věku se přístav stal klíčovým místem celého střetnutí. Sauronova vojska, která po počátečních úspěších vyplenila Eregion a zaplavila celý Eriador, byla záhy poražena díky posilám z ostrova Númenoru, které do Středozemě vyslal král Tar-Minastir. Druhá Númenorejská flotila vedená admirálem Ciryaturem se zároveň vylodila v ústí řeky Gwathló a ustupující Sauronova vojska, která se po porážce u Šedých přístavů stahovala na jihovýchod, byla obklíčena a rozdrcena právě v blízkosti Tharbadu.
Po pádu Númenoru a založení království ve vyhnanství Arnor a Gondor se Tharbald situovaný na hranicích Arnoru stal klíčovým místem pro komunikaci a spojení obou zemí. Městem procházela Severojižní silnice procházející bažinatým a zpustlým krajem okolo města. V průběhu třetího věku, kdy se Arnor začal po smrti krále Eärendura zmítat v občanské válce, a kdy byl Gondor zaměstnán přibývajícími útoky z východu, značně poklesl význam Severojižní cesty a tím i Tharbadu jako obchodního střediska. V roce 1636 zpustošil celý Eriador mor, který se nevyhnul ani tomuto přístavu. Těžce bylo zasaženo obyvatelstvo království Cardolan, které v důsledku této epidemie málem zaniklo. Tharbad se stal samostatným městem a jeho vliv nadále upadal. Definitivní konec města přišel v roce 2912, kdy Velké záplavy zpustošily většinu Enedwaithu a Minnhiriathu. Tharbadský most se tehdy zřítil a zbylí obyvatelé město opustili.
Při své pouti na Elrondovu radu do Roklinky prošel zpustlým Tharbadem i syn gondorského správce Denethora Boromir. V té době sloužil pro přechod přes Gwathló již pouze nebezpečný brod, který byl vytvořen z trosek zničeného mostu.

## Dějiny

### Založení Arnoru a válka Posledního spojenectví
Ještě před založením Arnoru žilo ve Středozemi mnoho obyvatel númenorského původu, neboť již za dob krále Tar-Meneldura a hlavně Tar-Aldariona začali Númenorejci podnikat objevné plavby do Středozemě a někteří z nich se zde usídlili natrvalo. Většina jich tehdy žila v přístavu Vinyalondë, později známém jako Lond Daer. Před příjezdem Númenorejců zde žili Edain a kolonisté se s původním obyvatelstvem brzy smísili.
Ze zkázy Númenoru se na svých lodích zachránili pouze Elendil, syn Amandila pána z Andúnië, jeho synové Isildur a Anárion a jejich lid, který zůstal věrný Eldar. Elendilem, kterého vlny vyvrhly v Lindonu, založil v roce 3320 D. v. s Círdanovou a Gil-galadovou pomocí svou severní říši Arnor. Jeho synové Anárion a Isildur ve stejnou dobu založili jižní království Gondor. Historie obou království je propletená, Arnor i Gondor jsou známy jako Říše Dúnadanů ve Vyhnanství. Arnor, jehož hlavním městem se stal Annúminas, měl vždy výhodnější polohu než Jižní Království Gondor, protože se nacházel v blízkosti Gil-galadovi říše, která ležela za řekou Lhûn.
Krátce po založení obou říší obnovil Sauron svou moc a Gondor napadnul. Tehdy bylo Elendilem a Gil-galadem zformováno Poslední spojenectví elfů a lidí, jehož armády vedené oběma Velekráli pochodovaly vstříc Sauronově zemi Mordor. Spojencům se podařilo porazit vojska Temného pána v bitvě na Dagorladu a oblehnout Saurona v jeho věži Barad-dûr. Při tomto sedmiletém obléhání padnul, v souboji se samotným Sauronem jak Gil-galad, tak Elendil, avšak Elendilovu synovi Isildurovi se podařilo utnout Sauronovi z ruky jeho Vládnoucí prsten a Temný pán tak byl načas svržen.

### Počátek třetího věku, úpadek a rozdělení říše
Porážkou Saurona skončil druhý a začal třetí sluneční věk. Druhý Velekrál Isildur Sauronův prsten proti radám Elronda a Círdana nezničil a vydal se i s ním podél toku řeky Anduiny na sever. Roku 2 třetího věku byl přepaden skřety a zabit v bitvě na Kosatcových polích, přičemž došlo ke ztrátě Jednoho prstenu, který uvíznul v bahně Anduiny. Tři nejstarší Isildurovi synové zahynuli spolu s ním, ale čtvrtý a nejmladší syn, Valandil, který zůstal v Roklince, přežil a stal se dědicem svého otce a příštím králem Arnoru. Protože Valandil a ani jeho dědici nevznesli nárok na trůn Gondoru, zůstaly říše Dúnadanů oddělené a v jižním království vládl Anárionův syn Meneldil a jeho potomci.
S vítězstvím ve válce Posledního spojenectví dosáhla moc Arnoru svého vrcholu. Velekrál Isildur vládl všem zemím mezi pohořím Ered Luin a řekou Poros. Po dlouhé válce a následné pohromě na Kosatcových polích se však říše potýkala nedostatkem obyvatel a mnoho oblastí v Arnoru se vylidnilo. Tak bylo postupně opuštěno hlavní město říše Annúminas a Arnor dál ztrácel svou bývalou sílu. Po smrti desátého arnorského krále Eändura v roce 861 T. v. došlo mezi jeho třemi syny Amlaithem, Thorondurem a Aldarionem ke sporu o nástupnictví a Arnor byl v občanské válce rozdělen na tři samostatná království Arthedain, Cardolan a Rhudaur.
Rozdělení království odstartovalo úpadek Západních Dúnadanů. Vládnoucí Isildurova linie se udržela pouze v Arthedainu jehož králové brzy vznesli nárok na celé bývalé území Arnoru. O své hranice vedla tato tři království mnohé spory, avšak nejvýraznějším problémem se ukázal spor o vež Amon Sûl, kde byl umístěn nejmocnější z arnorských palantírů. Vztah mezi Arthedainem a Cardolanem se po čase uklidnil a obě království k sobě nebyla nepřátelská.

### Pád
Kolem roku 1300 T. v. povstal Černokněžný král, který kolem sebe shromáždil zlé lidi a ovládl zemi Angmar. Později se ukázalo, že se jednalo o vůdce nazgûlů, kteří byli po prvním svržení Saurona rozehnáni, nicméně však přežili. Na stranu Angmaru se brzy přidal také Rhudaur, kde přežívala jen hrstka posledních Dúnadanů a kde se vlády chopil zlý kníže Horalů. Arthedainský král Argeleb, jehož autoritu respektovali i vládci Cardolanu, nechal v polovině 14. století proti nepřátelům opevnit Větrovské vrchy, krátce na to však padnul v bitvě s Rhudaurem a Angmarem. Argelebův syn a nástupce Arveleg s pomocí elfů z Lindonu poté na čas zatlačil nepřátele zpátky na linii Větrovských vrchů.
V roce 1409 T. v. vyšlo z Angmaru obrovská armáda, která rozdrtila arnorské vojsko, přičemž v boji o Amon Sûl padnul také král Arveleg. Věž byla rozbořena, načež lidé Angmaru vyplenili Cardolan a oblehli hlavní město Arthedainu Fornost a zabrali celý Rhudaur. Mladý král Araphor s Círdanovou a Elrondovou pomocí slábnoucí říši s vypětím sil ubránil. V roce 1636 za vlády krále Argeleba II. zpustošil mor rozlehlé oblasti Eriadoru a zcela vylidnil jižní a centrální Cardolan.
Království Arthedain zůstalo ubohým odrazem rozlehlé a mocné říše Arnor před rokem 861 T. v. V roce 1974 opět vzrostla moc Angmaru a Černokněžný král v zime opětovně napadnul Arthedain. Posily z Lindonu nestihly dorazit včas, hlavní město Fornost padlo, poslední arnorský král Arvedui uprchnul na sever a Severní království tak bylo zničeno. Posily z Lindonu a Gondoru však přesto dorazily a zcela rozdrtily angmarská vojska v bitvě u Fornostu. Černokněžný král poté uprchnul a jeho říše Angmar zanikla.
Obyvatelstvo Arnoru bylo téměř zdecimováno neustálými válkami. Přesto v oblasti Kraje přežili hobiti, lidé zůstali v oblasti Hůrecka, v přístavu Tharbad a přeživší arnorští Dúnadané si vystavěli nové domovy na sever od elfské Roklinky, kde byli známí jako Hraničáři ze Severu. S pomocí elfů se ukryli před zbytkem Středozemě a stal se z nich izolovaný a potulný lid. Linie Isildurovy královské krve však nezanikla a přenášela se dál v žilách náčelníků Dúnadanů.

### Obnovené království
Po návratu krále Aragorna II. Elessara byl Arnor včleněn do obnoveného dúnadanského království ve Středozemi. Annúminas se znovu stala hlavním městem Severního království. Po pádu Saurona se znovu stal Arnor bezpečným, ale zůstal méně hustě osídlen než Gondor na jihu. Kraj, který kdysi také spadal do Arnorského království, získal od krále Elessara nezávislost.